# Claudio Leo
Claudio Leo (Milán, 1 de noviembre de 1972 - 17 de enero de 2013) fue uno de los miembros fundadores de la banda de metal gótico Cayne. También había fundado Lacuna Coil y tocó en la banda durante sus primeros años.

## Carrera
Leo empezó su carrera musical en 1994 en la banda Sleep of Right (actualmente Lacuna Coil). Posteriormente la banda, en 1996, cambió su nombre a Ethereal, y dos años más tarde, en 1998, cambió el nombre al nombre actual. Leo desempeñaba la posición de guitarrista dentro de la banda. Cuando la banda aún se llamaba Ethereal, Leo fue el guitarrista en la demo Promo '96. Fue ya en 1998 cuando sacó su primer EP titulado homónimamente como la banda Lacuna Coil. Ese mismo año Leo dejó la banda y fundó en 1999 la suya propia, Cayne, la cual fue en la que Leo participó hasta la fecha de su muerte, produciendo un total de tres discos.

## Muerte
Falleció el 17 de enero de 2013 a causa de un cáncer.
La cantante de Lacuna Coil Cristina Scabbia dejó un mensaje al guitarrista:

"Es con profunda tristeza que informo que nuestro amigo y ex-guitarrista Claudio Leo nos ha dejado. Mis profundas condolencias a su familia, a los amigos cercanos y a la banda Cayne.
Siempre serás recordado por tu fuerza y tu positivismo. Te amamos, Claudio".

Y por otra parte, la actual banda de Leo "Cayne", dejó este mensaje en su página web:

"Adiós Claudio. Descansa en paz, hermano."

## Discografía

### Lacuna Coil
- 1996 - Promo '96
- 1998 - Lacuna Coil (EP)

### Cayne
- 2001 - Old Faded Pictures
- 2011 - Addicted (EP)
- 2011 - Explosion Compilation Vol. VII (Recopilatorio)